# Bensylgrupp

Bensylgrupp.

Bensylgruppen är en kemisk funktionell grupp med formeln -CH2-C6H5, och förkortas ofta Bn i strukturformler. Gruppen är användbar som skyddsgrupp för alkoholer i reaktioner. Klyvning sker med hydrogenering.